# Teräsleidit
Pour plus de détails, voir Fiche technique et Distribution.
Teräsleidit (littéralement « poupées d'acier ») est un film finlandais réalisé par Pamela Tola, sorti en 2020.

## Synopsis
Inkeri, 75 ans, tue son mari d'un coup de poêle à frire et décide de l'enterrer dans le jardin. Persuadé qu'elle va finir ses jours en prison, elle embarque ses sœurs Sylvi et Raili pour un dernier road trip dans le parc national de Koli.

## Fiche technique
- Titre : Teräsleidit
- Réalisation : Pamela Tola
- Scénario : Aleksi Bardy et Pamela Tola
- Musique : Panu Aaltio
- Photographie : Päivi Kettunen
- Montage : Antti Reikko
- Production : Aleksi Bardy et Dome Karukoski
- Société de production : Helsinki-Filmi
- Pays :  Finlande
- Genre : Comédie dramatique
- Durée : 92 minutes
- Dates de sortie : 
  -  Finlande : 3 janvier 2020

## Distribution
- Leena Uotila : Inkeri
- Saara Pakkasvirta : Sylvi
- Seela Sella : Raili
- Heikki Nousiainen : Tapio Jyrkkäkoski
- Pirjo Lonka : Maija
- Jani Volanen : Ville
- Linnea Skog : Rosa
- Mio Tola : Roni

## Distinctions
Le film a été nommé pour trois Jussis et obtenu celui du meilleur second rôle féminin pour Saara Pakkasvirta.